# Istrianis
Istrianis is een geslacht van vlinders van de familie tastermotten (Gelechiidae).

## Soorten
- I. angustipennis (Rebel, 1940)
- I. brucinella (Mann, 1872)
- I. comedonella (Staudinger, 1880)
- I. crauropa Meyrick, 1910
- I. femoralis (Staudinger, 1876)
- I. fynbosella Bidzilya & Mey, 2011
- I. gravosensis (Rebel, 1937)
- I. myricariella (Frey, 1870)
- I. nigrosquamella (Amsel, 1959)
- I. parasynecta (Janse, 1963)
- I. squamodorella (Amsel, 1935)
- I. steganotricha (Meyrick, 1935)
- I. wachtlii (Rogenhofer, 1881)